# 浜田幸雄
浜田 幸雄（濱田 幸雄、はまだ たかお、1898年8月1日 - 1974年3月23日）は、日本の政治家。衆議院議員（5期）、参議院議員（1期）。板垣退助先生顕彰会創立発起人兼顧問 。位階は従三位、勲等は勲二等。

## 来歴
- 1898年（明治31年）- 高知市浦戸町に生まれる。
- 高知県立第一中学校、第三高等学校卒業。
- 1922年（大正11年）- 東京帝国大学法学部を卒業後、大蔵省専売局入局。
- 1941年（昭和16年）- 広島税務監督局長・財務局長
- 1942年（昭和17年）- 大蔵省営繕管財局長
- 1943年（昭和18年）- 大蔵省専売局長官
- 1945年（昭和20年）4月- 退官
  - 6月- 南満洲鉄道株式会社理事
- 1946年（昭和21年）- 公職追放
- 1949年（昭和24年）- 第24回衆議院議員総選挙高知県全県区落選（無所属）
- 1952年（昭和27年）- 第25回衆議院議員総選挙当選（自由党）
- 1953年（昭和28年）- 第26回衆議院議員総選挙当選（吉田自由党）
- 1955年（昭和30年）- 第27回衆議院議員総選挙落選（自由党）
- 1958年（昭和33年）- 第28回衆議院議員総選挙当選（自由民主党）
- 1960年（昭和35年）- 第29回衆議院議員総選挙当選
- 1963年（昭和38年）- 第30回衆議院議員総選挙当選
- 1965年（昭和40年）- 衆議院法務委員長
- 1967年（昭和42年）- 第31回衆議院議員総選挙落選
- 1968年（昭和43年）- 秋の叙勲で勲二等瑞宝章受章（勲三等からの昇叙）[3]
- 1969年（昭和44年）- 第32回衆議院議員総選挙落選
- 1971年（昭和46年）- 第9回参議院議員通常選挙高知県選挙区当選
- 1974年（昭和49年）- 参議院議員在任中に脳溢血のため死去、75歳。死没日をもって勲二等旭日重光章追贈、正四位から従三位に叙される[1]。

## その他
- 高知市の潮江天満宮に、銅像が建っている。